# Celtica (plante)
Genre
Celtica  est un genre de plantes monocotylédones de la famille des Poaceae (graminées), sous-famille des Pooideae, originaire du bassin méditerranéen. Ce genre ne comprend qu'une seule espèce, Celtica gigantea, encore classée par certains auteurs dans le genre Stipa sous le nom de Stipa gigantea. 